# Ələtli
Ələtli è un comune dell'Azerbaigian situato nel distretto di Hacıqabul. Conta una popolazione di 380 abitanti.